# Álvar González-Palacios
Alvar González-Palacios (Santiago di Cuba, 13 maggio 1936) è uno storico dell'arte cubano naturalizzato italiano.

## Biografia
Discendente di un'influente famiglia locale, si trovava in Europa al momento della presa del potere di Fidel Castro e scelse di non far ritorno nel proprio paese, stabilendosi poi in Italia: a Firenze, a Milano e quindi a Roma, dove vive attualmente.
Ha studiato nelle università dell'Avana, di Parigi (Sorbona), e di Firenze; in quest'ultima è stato allievo di Roberto Longhi e si è laureato con una tesi sull'arte di corte a Napoli. Si segnala come uno dei massimi storici delle arti decorative, con una predilezione per l'area italiana, francese e spagnola; numerose sono le sue pubblicazioni in questo campo.
Ha diretto la rivista Arte illustrata (1968–1974) e condiretto, per alcuni anni insieme a Federico Zeri, Antologia di Belle Arti (1976–2009). Ha inoltre curato importanti mostre, tra cui Gli ultimi Medici. Il tardo Barocco a Firenze, 1670–1743 (Detroit, The Detroit Institute of Arts e Firenze, Palazzo Pitti, 1974), e Civiltà del '700 a Napoli (Napoli e Caserta, 1979–1980). 
Intellettuale e uomo di mondo, ha narrato le proprie vicende biografiche in più volumi, tra cui Le tre età (Longanesi, 1999) e Un anno di meno. Diario del 2006. Case, musei, incontri, viaggi (Skira, 2007).
È ufficiale della Legion d'Onore dal 1997 e commendatore dell'Ordine di Isabella la Cattolica dal 2018.

## Pubblicazioni
- La cultura dell'ignoranza, Allemandi, Torino, 1983
- Il tempio del gusto. Le arti decorative in Italia fra classicismi e barocco, Longanesi,  Milano, 1984; Neri Pozza, Vicenza, 2000
- Il velo delle grazie, Umberto Allemandi & C., Torino, 1992
- Il gusto dei principi : arte di corte del 17. e del 18. secolo, Longanesi,  Milano, 1993
- I mobili italiani, Electa, Milano, 1996
- L'Armadio delle meraviglie. Personaggi, vicende, oggetti: un invito all'arte, una lezione di stile, Longanesi, Milano, 1997
- Le tre età,  Longanesi, Milano, 1999
- Pittura per l'eternità : le collezioni reali spagnole di mosaici e pietre dure, Longanesi, Milano, 2003
- Arredi e ornamenti alla corte di Roma 1560-1795, Electa, Milano, 2004
- Un anno di meno : diario del 2006: case, musei, incontri, viaggi, Skira, Milano, 2007
- Nostalgia e invenzione : arredi e arti decorative a Roma e Napoli nel Settecento, Skira, Milano, 2010
- Persona e maschera : collezionisti, antiquari, storici dell'arte, Archinto, Milano, 2014
- Solo ombre. Silhouettes storiche, letterarie e mondane, Archinto, Milano, 2017
- Semillas secas. Infancia y juventud en Cuba, Editorial Verbum, Madrid, 2018
- I Valadier. Andrea, Luigi, Giuseppe, Officina Libraria, Milano, 2019
- Forse è tutta questione di luce. Ritratti e incontri, Salani, Milano, 2022
- Il mobile a Roma : dal Rinascimento al Barocco, Ugo Bozzi Editore, Roma, 2022
- Il mobile a Roma : il Settecento, Ugo Bozzi Editore, Roma, 2025